# Rik Vannieuwenhuyse
Rik Vannieuwenhuyse (Roeselare, 1953), beter bekend als "Rik Remmery" is een Vlaams ondernemer die van 1989 tot en met 2005 directeur van het delicatessenbedrijf "NV Remmery" in Ledegem was. Hij werd internationaal bekend naar aanleiding van de Zaak-Naïma Amzil in 2004-2005.

## Levensloop en carrière
Vannieuwenhuyse werd geboren als kind van landbouwers in Rumbeke. In 1976 huwde hij en kreeg twee kinderen. Aanvankelijk was hij van 1975 tot 1987 politieagent in Roeselare, maar in 1987 besloten hij en zijn vrouw een eigen onderneming op te starten. Hieruit groeide het succesrijke delicatessenbedrijf "NV Remmery" in Ledegem, dat in 1997 met de Belgische groep "Floridienne" in zee ging. Vannieuwenhuyse wordt vaak "Rik Remmery" genoemd omdat men denkt dat zijn bedrijf naar hem vernoemd is. "Remmery" is echter de familienaam van zijn vrouw.

## De zaak-Naïma Amzil
Tussen 22 november 2004 en 2 maart 2005 ontving Vannieuwenhuyse acht dreigbrieven via de post die gericht waren tegen een van zijn arbeidsters op de inpakafdeling: Naïma Amzil, een vrouw van Marokkaanse afkomst die al sinds 1997 bij Remmery werkte. De anonieme briefschrijvers eisten dat Amzil ontslagen werd en ruimte maakte voor Vlaamse arbeiders, tenzij ze voortaan zonder hoofddoek zou werken. In enkele brieven zaten kogels en doodsbedreigingen die tegen Vannieuwenhuyse zelf waren gericht. In de zevende brief werd zelfs gedreigd dat de producten met kwik zouden worden vergiftigd. Iedere brief had als afzender de initialen N.V.R. (“Nieuw Vrij Vlaanderen”) en werd ondertekend met de schuilnaam "Jack Ruby".
Vannieuwenhuyse en zijn gezin hadden goede contacten met Naïma en haar eigen gezin. In 2003 was Vannieuwenhuyse met zijn vrouw op vakantie gegaan naar Marokko, waar hij ook Naïma's ouders had bezocht in haar geboortedorp Mohamedia. Ondanks de bedreigingen weigerde Vannieuwenhuyse haar te ontslaan of haar te dwingen ongesluierd te werken. Omdat de dreigementen niet afnamen, zelfs toen ze zonder hoofddoek werkte, en ze vreesde voor het leven van Vannieuwenhuyse en zijn gezin diende ze op 2 maart 2005 haar ontslag in.
De zaak kreeg (inter)nationale media-aandacht en diverse personen en organisaties betuigden openlijk hun steun voor Amzil en Vannieuwenhuyse. Ze werden op het koninklijk paleis ontvangen en koning Albert II van België en koningin Paola bezochten de "NV Remmery". De organisaties Voorpost en NSV hielden op de dag van het koninklijk bezoek een protestactie voor de deuren van het bedrijf en er werd een nieuwe dreigbrief verzonden. De zelfstandigenorganisatie Unizo zamelde stemmen in voor Amzils terugkeer. Eind april 2005 ging ze definitief weer voor het bedrijf  werken.
Op 3 mei 2005 werd er DNA teruggevonden op een van de brieven dat overeenkwam met de echtgenoot van een collega van Amzil. Er werd echter ook ander, onbekend DNA teruggevonden op diezelfde brief. De politie vermoedde dat de collega handelde uit jaloezie jegens Amzil omdat ze van de inpak- naar de keukenafdeling was overgeplaatst. Op 18 juni 2005 werd het koppel echter weer in vrijlating gesteld omdat er onvoldoende bezwarende elementen waren. Ten slotte werd het onderzoek afgerond zonder dat er een dader gevonden was. In 2005 verkozen de lezers van het blad Knack Naïma Amzil tot “Mens van het Jaar”.

## Epiloog
De zaak had negatieve gevolgen voor de "NV Remmery". Vannieuwenhuyse kampte met zoveel stress over de hele affaire en de media-aandacht dat hij in november 2005 besloot het bedrijf te verkopen. In 2007 publiceerde hij een boek rond de gebeurtenissen, "De zaak Remmery", met als doel alle misverstanden over de zaak de wereld uit te helpen.
Op 29 oktober 2019 keert Rik Vannieuwenhuyse terug naar zijn grote liefde, stapt opnieuw in de voedingsnijverheid en richt "REMMERY" opnieuw op onder hetzelfde logo.
Rik Vannieuwenhuyse engageerde zich, nam de strijd op tegen jongensbesnijdenissen omdat ze volgens hem in strijd zijn met mensenrechten en kinderrechten. De oplossing bestaat er in te wachten met effectief te snijden tot de betrokkene oordeel bekwaam is.  